# Saison 4 de H
Chronologie
Saison 3
Cet article présente la quatrième et dernière saison de la série télévisée française H. Elle a été diffusée sur Canal+ du 26 janvier au 20 avril 2002 et a été tournée aux Studios de la Montjoie à La Plaine Saint Denis.
Dans cette saison, le personnage de Charlotte, jouée par Linda Hardy, a disparu.

## Épisodes

### Épisode 2:Une histoire de preuve
- Edgar Givry (le directeur de l'hôpital)
- Laurence Colussi (le docteur Anne Guilloux)
- Marie-Laurence Tartas (Émilie Leroy, l'assistante du docteur Anne Guilloux)
- Jacques Bouanich (le policier qui vient dans le bar de Sabri)
- Bruno Nicolini (l'homme qui remet un « Meuf d'or » à Jamel)

### Épisode 5:Une histoire de Blanche-Neige
- Le professeur Strauss n'apparaît pas dans l'épisode.
- Lorsque Jamel (en tant que miroir magique) énumère toutes les personnes qui sont plus belles que la reine (Clara), il fait référence à Catherine Benguigui, qui jouait Béa dans les deux premières saisons.

### Épisode 8:Une histoire de fraude
Aymé fait la connaissance d'un patient qui peut le pistonner pour un job de rêve de deux mois au "Polo Club de France". Pour finaliser l'embauche, Aymé doit rencontrer le PDG. Mais de son côté, le professeur Strauss révèle qu'il a déclaré un fils à charge il y a une quinzaine d'années pour escroquer le fisc et qu'il va bientôt être soumis à un contrôle. Il oblige Aymé à jouer son fils, et lui demande de jouer les débiles pour justifier de toujours être à la charge de son père. Cela contrarie les plans d'Aymé qui doit rencontrer son futur employeur. 